# Ca l'Argent (la Roca del Vallès)
Ca l'Argent és una masia de la Roca del Vallès (Vallès Oriental) protegida com a Bé Cultural d'Interès Local.

## Descripció
L'edifici principal és de dues plantes, de forma trapezoïdal, i tres crugies amb coberta a dues vessants i carener paral·lel a la façana. Les obertures són rectangulars només la finestra central és emmarcada amb pedra i el portal és amb arc adovellat. Els murs són revestits amb un arrebossat llis. Tot el conjunt és una construcció en forma d'L que tanca un pati pels costats de ponent i tramuntana. Pel costat de llevant hi ha una altra edificació, actualment masoveria, separada del cos principal per la porta del barri. Manté l'era a la banda de tramuntana.

## Història
L'any 1412, en Pere Argent, alies Reymir, va vendre el mas Argent a Bartomeu Cardona. Incloent-hi el patronatge de la capella de Sant Bartomeu de Cabanyes que el tingueren fins al 1751.